# Татариново (Кичменгско-Городецкий район)
Татариново — деревня в Кичменгско-Городецком районе Вологодской области.
Входит в состав Енангского сельского поселения, с точки зрения административно-территориального деления — в Нижнеентальский сельсовет.
Расстояние до районного центра Кичменгского Городка по автодороге составляет 63 км, до центра муниципального образования Нижнего Енангска по прямой — 19 км. Ближайшие населённые пункты — Гарь, Бакшеев Дор, Палутино, Рассомахино.
Население по данным переписи 2002 года — 32 человека (19 мужчин, 13 женщин). Всё население — русские.